# Grand Theft Auto: The Trilogy
Ne doit pas être confondu avec Grand Theft Auto: The Trilogy – The Definitive Edition.
Grand Theft Auto: The Trilogy (plus communément abrégé GTA: The Trilogy) est une compilation des trois principaux jeux vidéo appartenant à l'univers 3D de la série Grand Theft Auto, que sont GTA III (2001), Vice City (2002) et San Andreas (2004). La trilogie est commercialisée tout d'abord sur Xbox, le 17 octobre 2005, avant de sortir plus tard sur PlayStation 2, Microsoft Windows et Mac OS X.
La compilation est disponible dans une version remasterisée, dite Definitive Edition, le 11 novembre 2021 sur PlayStation 4, PlayStation 5, Xbox One, Xbox Series et Nintendo Switch, développée par Grove Street Games.

## Contenu

### GTA III
Dans GTA III, le joueur incarne un criminel du nom de Claude dont son associé et petite-amie, Catalina, le double et tente de le tuer lors d'un braquage à la banque centrale de Liberty City en 2001. Remis de ses blessures, il est emmené au pénitencier fédéral de la ville dans un fourgon de la police, lorsque celui-ci est attaqué sur le pont Callahan par des membres du Cartel des Colombiens venus enlever un prisonnier. Profitant de l'attaque, Claude s'échappe à bord d'une voiture avec le dernier prisonnier, 8-Ball, qui tient un atelier de mise en place de bombes dans des véhicules. Ce dernier connaît du monde à Liberty City et présente Claude à Luigi, un membre de la mafia italienne qui devient le premier contact d'une longue série avec le milieu du crime de la ville.

### Vice City
GTA Vice City prend place en 1986 et narre l'histoire de Tommy Vercetti, ancien homme de main d'un des parrains de la mafia de Liberty City, Sonny Forelli, sorti d'un séjour de quinze années de prison ; pour le réintégrer dans la famille Forelli, Sonny l'envoie dans la ville floridienne de Vice City superviser un trafic de drogue, à l'aide d'un avocat local, Ken Rosenberg. L'échange avec les fournisseurs, les frères Victor et Lance Vance, est interrompu par l'apparition de mystérieux hommes armés qui tuent Victor et les deux hommes de Tommy, ce dernier réussissant à s'enfuir avec Rosenberg mais laissant sur place l'argent et la drogue. Furieux de cet échec, Sonny Forelli ordonne à Tommy de récupérer les deux. Pour découvrir qui leur a tendu une embuscade, Tommy doit d'abord se rapprocher du milieu du crime de la ville. Il croise sur sa route Lance Vance, désireux de venger la mort de son frère, et s'allient. Au fur et à mesure de l'histoire, Tommy Vercetti se fait un nom dans la ville et gravit les échelons du milieu criminel local.

### San Andreas
L'histoire de GTA San Andreas se déroule en 1992, dans l'État fictif de San Andreas, déchiré par le crime. Carl « CJ » Johnson, qui a passé sa jeunesse dans un quartier afro-américain de Los Santos, revient en ville après avoir passé cinq ans à Liberty City afin d'assister à l'enterrement de sa mère, tout juste assassinée. À son arrivée, il est accueilli par trois policiers corrompus, lui expliquant qu'ils n'ont aucune envie de le revoir se balader dans les rues. Son retour parmi les siens est également plutôt froid : son départ a toujours été considéré comme une trahison et son frère Sweet le tient partiellement pour responsable de la situation. De plus, son ancien gang de rue, Grove Street Families, est au plus bas, notamment à cause du gang rival des Ballas qui s'étend sur la ville désormais. Décidé à aider les siens, Carl parvient peu à peu à rendre au quartier son aspect d'antan et à regagner la confiance de ses amis ; de plus, il tente de découvrir qui se cache derrière la mort de sa mère. Son aventure le mènera aux différents coins de l'État de San Andreas, notamment à San Fierro et Las Venturas.